# Socată

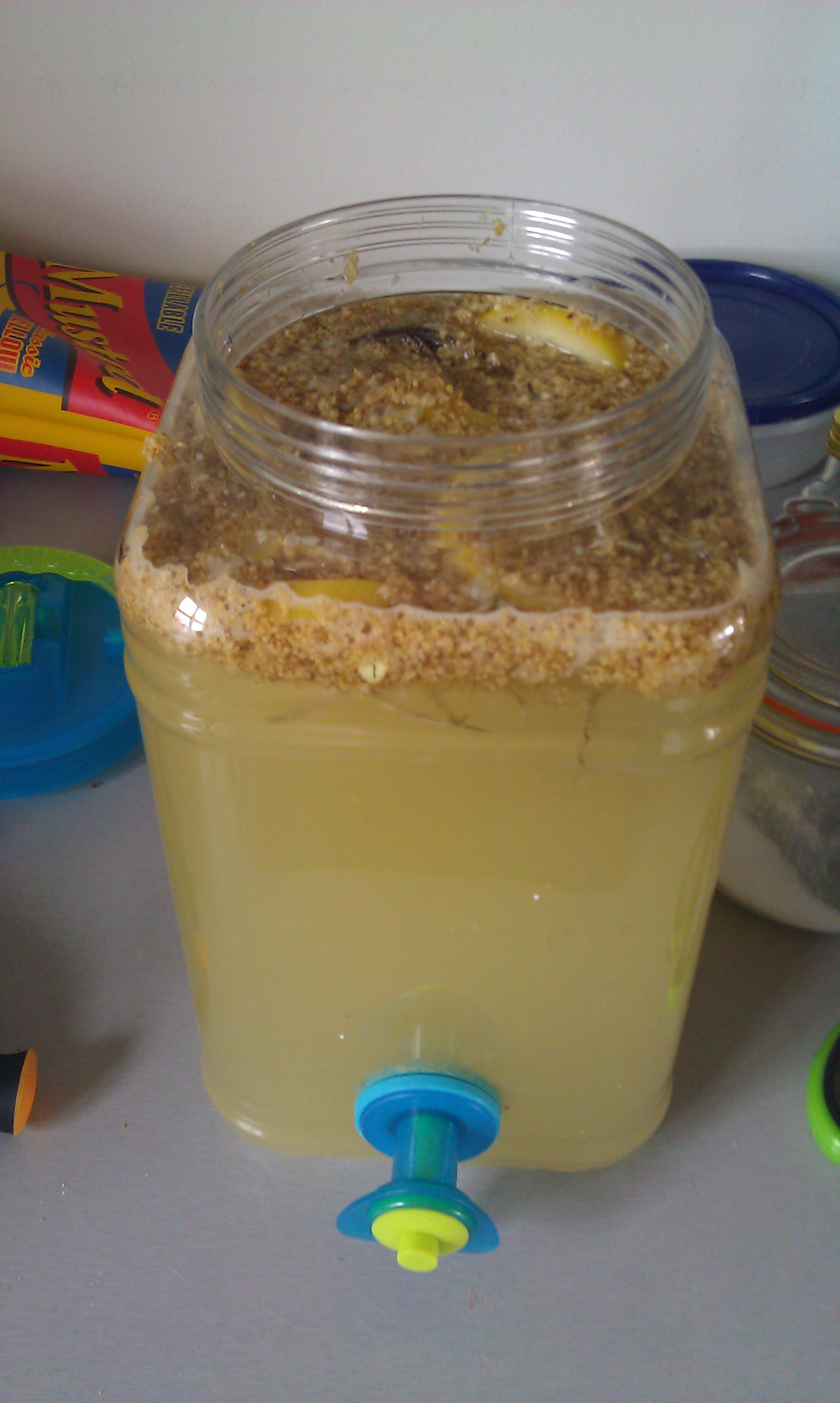
Vas cu socată

Socata (numită și suc de soc) este o băutură răcoritoare tradițională românească făcută prin fermentarea florilor de soc negru (Sambuсus nigra), zahăr, lămâie și apă. În funcție de data înfloririi socului, socata se face și se bea în perioada mai-iunie.

## Produse
- Fanta a produs Fanta cu aromă de soc în țările sud-europene, „Fanta Shokata”.
- Producătorul român Sorin Neculae produce și distribuie socată la magazine și restaurante în toată România.[1]